# سارو
سارو، روستایی است در جوار شهر بهشهر و از توابع بخش مرکزی شهرستان بهشهر در استان مازندران ایران.

## جمعیت
این روستا در دهستان کوهستان قرار دارد و براساس سرشماری مرکز آمار ایران در سال ۱۳۹۵، جمعیت آن ( ۱۵۹۳ نفر ) بوده‌است. مردم سارو از قومیت طبری هستند. مردم سارو به زبان طبری (مازندرانی) سخن میگویند.